# 压溶

碎屑岩中的压溶示意图。左图为压实前的情况。红色箭头表示最大应力区域。蓝色箭头表示在水溶液中溶解物质的流动（如Ca^{2+}与HCO_{3}^{−}在石灰石环境下）。右图为压实后的情况。在浅色区域，新矿物的生长减少了孔隙空间。

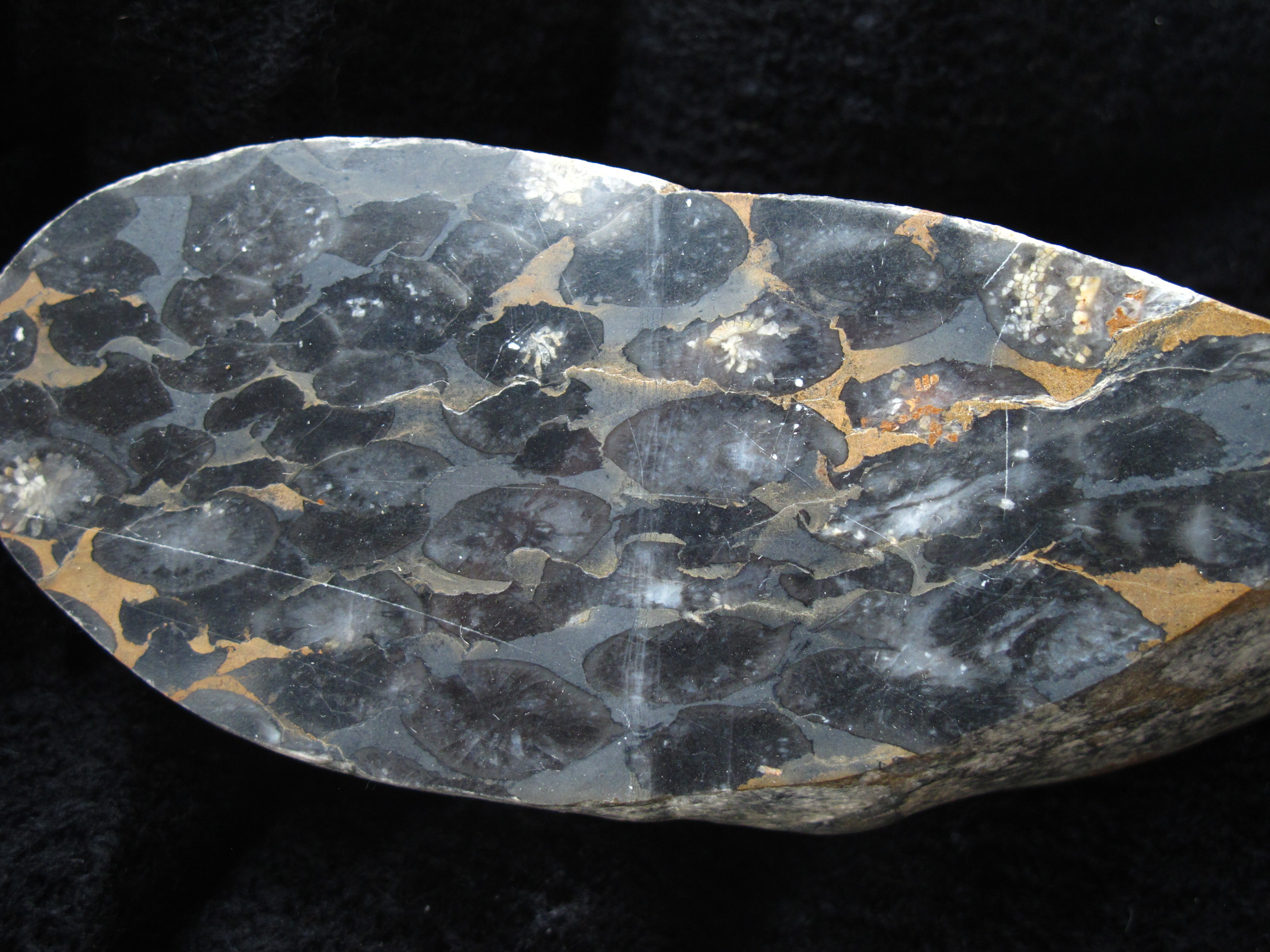
变形的珊瑚石灰岩扁平化，珊瑚的塑性变形及沿着缝合线的压溶都可被容纳。

在构造地质学和成岩作用中，压溶（英語：pressure solution）指由于压力的作用，岩石中的一些礦物（通常是方解石或石英）在高压应力区发生溶解，通过流体迁移，而在低压应力区沉淀，从而造成塑性变形。压容是固体扩散作用的一个代表。
Rutter (1976) 回顾了该过程的动力学细节。在此之后，这种动力学已应用于地球科学的许多研究中。

## 发生
目前已经从仅受压溶影响的沉积岩中发现了曾发生过压溶的证据。最常見的例子是在碳酸鹽岩中發育的與層理面平行的縫合紋理線（英語：stylolite）。
在構造方面，變形的岩石也顯示出压溶，包括與層理成大角度的縫合紋理線。

## 理论模型
Rutter制定了一个理论模型，并对其进行了最近的数学分析，得出了Fowler-Yang方程。该方程可用于解释压溶发生的过程。